# Suk Hyun-jun
Suk Hyun-Jun (en coreano: 석현준, nacido el 29 de junio de 1991 en Chungju, Chungcheong del Norte) es un futbolista surcoreano que juega como delantero en el Jeonju Citizen F. C. de la K4 League.

## Carrera de club

### AFC Ajax
Después de una prueba-periodo, Suk estuvo con un contrato de un año en el club holandés Eredivisie AFC Ajax, el cual firma el 1 de enero de 2010. Se convierte en el primer jugador surcoreano en la historia del Ajax y el octavo en jugar en la Eredivisie. Suk hizo su debut en el primer equipo apenas un mes más tarde como sustituto en el 4–0 que gana su equipo contra Roda JC.
A pesar de su buen rendimiento en los partidos de pretemporada, no consigue una oportunidad para jugar su primer partido oficial en la Eredivisie. Por ello no es renovado por el Ajax. 
Queda tan agradecido por su estancia en el club que decide tatuarse el escudo del club y el abrigo de armas de Ámsterdam en su brazo.

### FC Groningen
El 27 de junio de 2011, Suk firmó un contrato de dos años con FC Groningen, Groningen también tiene una opción para otros dos años.

### CS Marítimo
En enero de 2013, Suk firmó con C.S. Marítimo, y netted su primer objetivo en su tercer partido, en un 1–0 gana contra Deportivo, el cual devenía el objetivo ganador .

### Al-Ahli
El 11 de julio de 2013, Suk firmó con Al-Ahli club.

### CD Nacional
El 30 de junio de 2014, Suk firmó un contrato de cuatro años con C.D. Nacional.

### Vitória de Setúbal
El 12 de enero de 2015, Hyun-Jun estuvo firmado por otro lado portugués Vitória de Setúbal.

## Carrera internacional
Suk hizo su debut de equipo nacional en la selección de mayores el 7 de septiembre de 2010 en contra Irán. Jugó para la sub-20 de Corea del Sur. También participó en el Campeonato sub-19 de la AFC 2010.

## Estadística de club
| Club             | Temporada        | Liga     | Liga  | Copa     | Copa  | Copa de la Liga | Copa de la Liga | Continental | Continental | Total    | Total |
| Club             | Temporada        | Partidos | Goles | Partidos | Goles | Partidos        | Goles           | Partidos    | Goles       | Partidos | Goles |
| ---------------- | ---------------- | -------- | ----- | -------- | ----- | --------------- | --------------- | ----------- | ----------- | -------- | ----- |
| Ajax             | 2009–10          | 3        | 0     | 0        | 0     | -               | -               | 2           | 0           | 5        | 0     |
| Ajax             | 2010–11          | 0        | 0     | 0        | -     | -               | -               | 0           | 0           | 0        | 0     |
| Ajax             | Total            | 3        | 0     | 0        | 0     | —               | —               | 2           | 0           | 5        | 0     |
| Groningen        | 2011–12          | 20       | 5     | 0        | 0     | -               | -               | -           | -           | 20       | 5     |
| Groningen        | 2012–13          | 7        | 0     | 1        | 0     | -               | -               | -           | -           | 8        | 0     |
| Groningen        | Total            | 27       | 5     | 1        | 0     | —               | —               | —           | —           | 28       | 5     |
| Marítimo         | 2012–13          | 14       | 4     | 0        | 0     | 0               | 0               | -           | -           | 14       | 4     |
| Marítimo         | Total            | 14       | 4     | 0        | 0     | 0               | 0               | —           | —           | 14       | 4     |
| Al Ahli          | 2013–14          | 14       | 2     | 1        | 0     | 2               | 0               | 1           | 0           | 18       | 2     |
| Al Ahli          | Total            | 14       | 2     | 1        | 0     | 2               | 0               | 1           | 0           | 18       | 2     |
| Nacional         |                  |          |       |          |       |                 |                 |             |             |          |       |
| 2014–15          | 13               | 2        | 3     | 3        | 1     | 0               | 2               | 0           | 19          | 5        |       |
| Total            | 13               | 2        | 3     | 3        | 1     | 0               | 2               | 0           | 19          | 5        |       |
| Setúbal          | 2014–15          | 17       | 4     | 0        | 0     | 4               | 1               | -           | -           | 21       | 5     |
| Setúbal          | 2015–16          | 6        | 5     | 0        | 0     | 0               | 0               | -           | -           | 6        | 5     |
| Setúbal          | Total            | 23       | 9     | 0        | 0     | 4               | 1               | 0           | 0           | 27       | 10    |
| Total de carrera | Total de carrera | 94       | 22    | 5        | 3     | 7               | 1               | 5           | 0           | 111      | 26    |

### Goles internacionales
Los goles solo cuentan con la selección absoluta
| Núm. | Fecha                   | Local                                    | Adversario | Puntuación | Resultado | Competición                  |
| ---- | ----------------------- | ---------------------------------------- | ---------- | ---------- | --------- | ---------------------------- |
| 1    | 3 de septiembre de 2015 | Estadio Hwaseong, Hwaseong               | Laos       | 4–0        | 8–0       | Eliminatorias Mundiales 2018 |
| 2    | 17 de noviembre de 2015 | Nuevo Estadio Nacional de Laos, Vientián | Laos       | 4–0        | 5–0       | Eliminatorias Mundiales 2018 |

## Palmarés

### Títulos nacionales
| Título                   | Club              | País         | Año     |
| ------------------------ | ----------------- | ------------ | ------- |
| Copa de los Países Bajos | Ajax de Ámsterdam | Países Bajos | 2009-10 |